# Les Audaces du cœur
Pour plus de détails, voir Fiche technique et Distribution.
Les Audaces du cœur est un film muet français réalisé par Louis Feuillade et Léonce Perret, tourné en 1912 et sorti en 1913.

## Fiche technique
- Titre : Les Audaces du cœur (ou Les Audaces de cœur)
- Réalisation : Louis Feuillade
- Scénario : Louis Feuillade
- Société de production : Société des Établissements L. Gaumont
- Pays de production :  France
- Langue : film muet avec les intertitres en français
- Format : Noir et blanc — 35 mm — 1,33:1 — Muet
- Métrage :
- Genre :
- Durée :
- Date de sortie : 
  - France : janvier 1913

## Distribution
- Jean Devalde
- Max Dhartigny
- Suzanne Grandais
- Jeanne Marie-Laurent
- René Navarre